# Мирослав (имя)
Миросла́в — мужское личное имя славянского происхождения. Имя распространено среди всех славянских народов.
Происходит от слов «мир» (мир, мирный) и «слав» (слава).
На Руси было известно с XII века, в начале XX века получило популярность в Западной Украине.
Среди производных форм в русском языке, помимо Мира и Слава, в украинском языке встречаются Мырко, Мыросько, Славко, Мырка, Мырося, Мырця, Славка.

## Именины
Имя Мирослав не входит в именослов в основных христианских деноминациях, распространённых у славян. У католиков (Чехия, Словакия, Словения) люди с этим именем как правило отмечают именины в дни святых Фридерика Утрехтского (пам. 18 июля), Иринея Лионского (пам. 28 июня) или Иринея Сирмийского (пам. 6 апреля), поскольку имена Фредерик и Ириней имеют ту же или подобную этимологию, что и Мирослав, а также в день святого Богомира (8 ноября).

## Иноязычные варианты
- бел. Мiраслаў
- болг. Мирослав[5]
- пол. Mirosław[5]
- серб. Мирослав
- укр. Мирослав[5]
- чеш. Miroslav[5]